# Mallankinaru
Mallankinaru é uma panchayat (vila) no distrito de Virudhunagar, no estado indiano de Tamil Nadu.

## Demografia
Segundo o censo de 2001,  Mallankinaru  tinha uma população de 11,804 habitantes. Os indivíduos do sexo masculino constituem 51% da população e os do sexo feminino 49%. Mallankinaru tem uma taxa de literacia de 64%, superior à média nacional de 59.5%: a literacia no sexo masculino é de 74% e no sexo feminino é de 53%. Em Mallankinaru, 12% da população está abaixo dos 6 anos de idade.